# Viteški red Božjega groba
Viteški red Božjega groba v Jeruzalemu (latinsko Ordo Equestris Sancti Sepulcri Hierosolymitani; angleško Equestrian Order of the Holy Sepulchre of Jerusalem; OESSH), imenovan tudi »red Božjega groba« ali »vitezi Božjega groba«, je katoliški viteški red pod patronatom Svetega sedeža. 

## Zgodovina
Red s prekinitvijo deluje vse od časa križarskih vojn, ponovno pa ga je potrdil blaženi papež Pij IX. leta 1847. Od te obnovitve deluje pod patronatom vsakokratnega papeža oz. Svetega sedeža.

### Sedež in razširjenost reda
Sedež viteškega reda je v Palazzo Della Rovere v Rimu, njegova uradna cerkev pa Sant'Onofrio na Gianicolu v Rimu, v neposredni bližini Vatikanskega mesta.
Ocenjuje se, da ima današnji red okoli 30.000 vitezov in vitezinj v 60 pokrajinah po vsem svetu.

## Organiziranost
Ker mednarodno priznani viteški red deluje pod patronatom Svetega sedeža, je vsakokratni papež vrhovni suveren reda.
Red imenuje in potrjuje kanonike ter viteze, katerih glavna naloga je »podpiranje krščanske prisotnosti v Sveti deželi«.

## Hierarhija in stopnje reda
Veliki mojster reda je kardinal Fernando Filoni, vrhovni predstojnik (veliki prior) »ex officio« pa Latinski jeruzalemski patriarh, katerega funkcijo sedaj opravlja kardinal Pierbattista Pizzaballa.

## Stopnje reda
1.  vitez / dama (KHS/DHS)

2.  vitez poveljnik / viteška poveljnica (KCHS/DCHS)

3.  vitez / dama z vencem (KC*HS/DC*HS)

4.  vitez / dama z velikim križem (KGCHS/DGCHS)

5.  vitez / dama z verižico

## Zavetnik reda
Leta 1994 je papež Janez Pavel II. razglasil Devico Marijo za  zavetnico reda, z imenovanjem: »Blažena Devica Marija, Kraljica Palestine« (arabsko in angleško: »Deir Rafat, Blessed Virgin Mary, Queen of Palestine«).

## Red Božjega groba v Sloveniji
Viteški red Božjega groba v Jeruzalemu v Sloveniji deluje šele od leta 2001. Prvi slovenski vitezi so bili umeščeni tedaj in so takrat sestavljali najmanjšo organizacijsko enoto, t.i. magistralno delegacijo. Ob naslednji investituri leta 2004 so se številčno že dovolj okrepili, da so smeli oblikovati samostojno namestništvo. Poglavitna cilja Reda sta duhovna in materialna podpora kristjanom v Sveti deželi ter skrb za osebno duhovno rast vitezov in dam. 
Veliki mojster reda, kardinal Fernando Filoni, je 20. maja 2025 imenoval za novega prestojnika reda v Sloveniji odvetnika Iztoka Starca, iz Župnije Leskovec pri Krškem. V redu (v Sloveniji) je sedaj 45 članov, so pa začeli tudi priprave usposabljanja in sprejema novih kandidatov.